# Castelo Ballinalacken

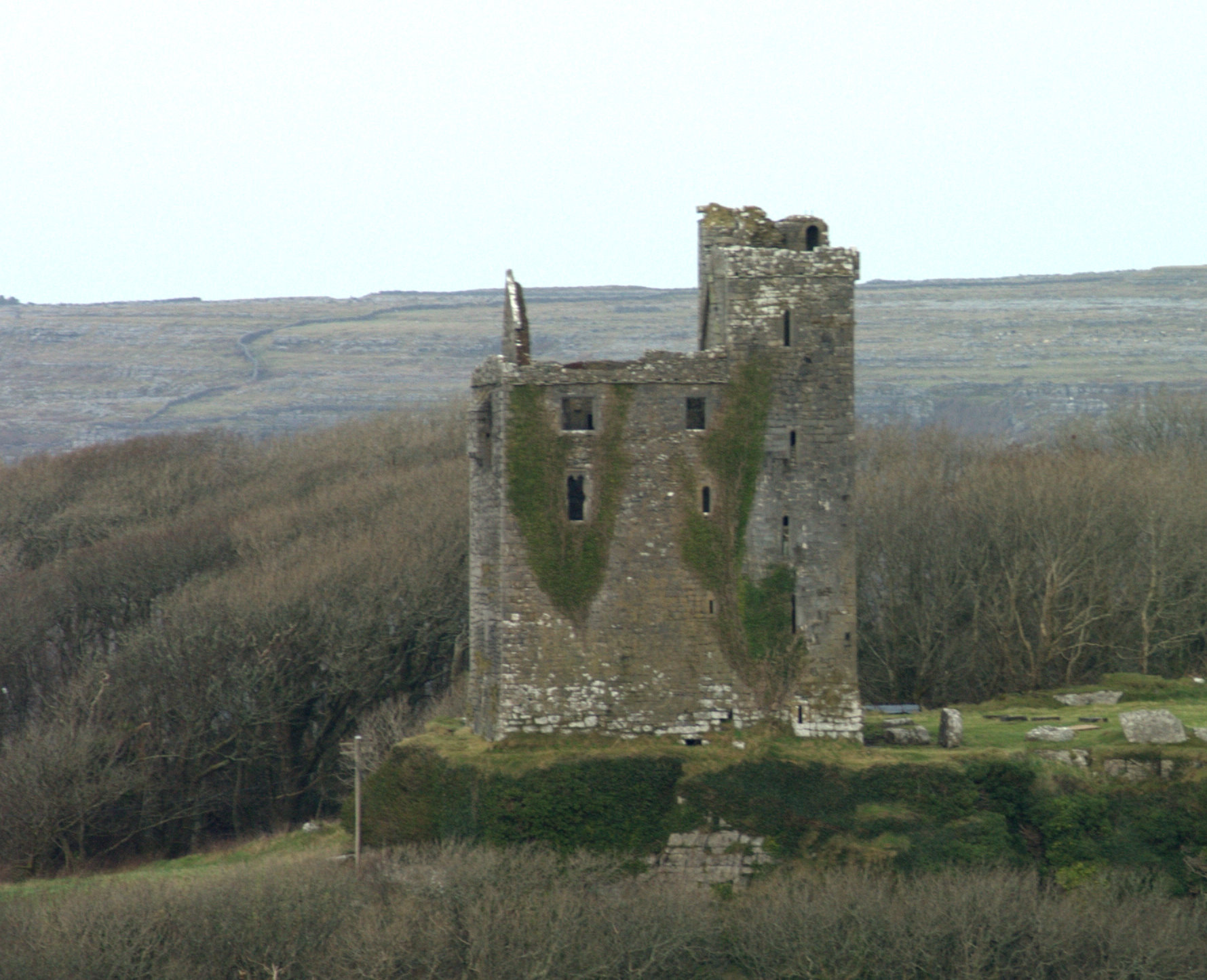
Castelo Ballinalacken em 2006

O Castelo Ballinalacken é uma torre de dois estágios localizada na paróquia de Killilagh, no condado de Clare, na Irlanda. Tem uma data incerta, mas provavelmente foi construído no século XV ou no início do século XVI.

## Nome
O nome provavelmente deriva de Baile na leachan (cidade das lajes / lápides / pedras) ou Beal Áth na Leacha (vau-boca das lajes).

## Localização
Ele está localizado na região conhecida como Burren, em um afloramento de calcário com vista para as estradas de Lisdoonvarna a Fanore e Doolin. Abaixo do castelo encontra-se o cruzamento das estradas R477 e R479.

## História

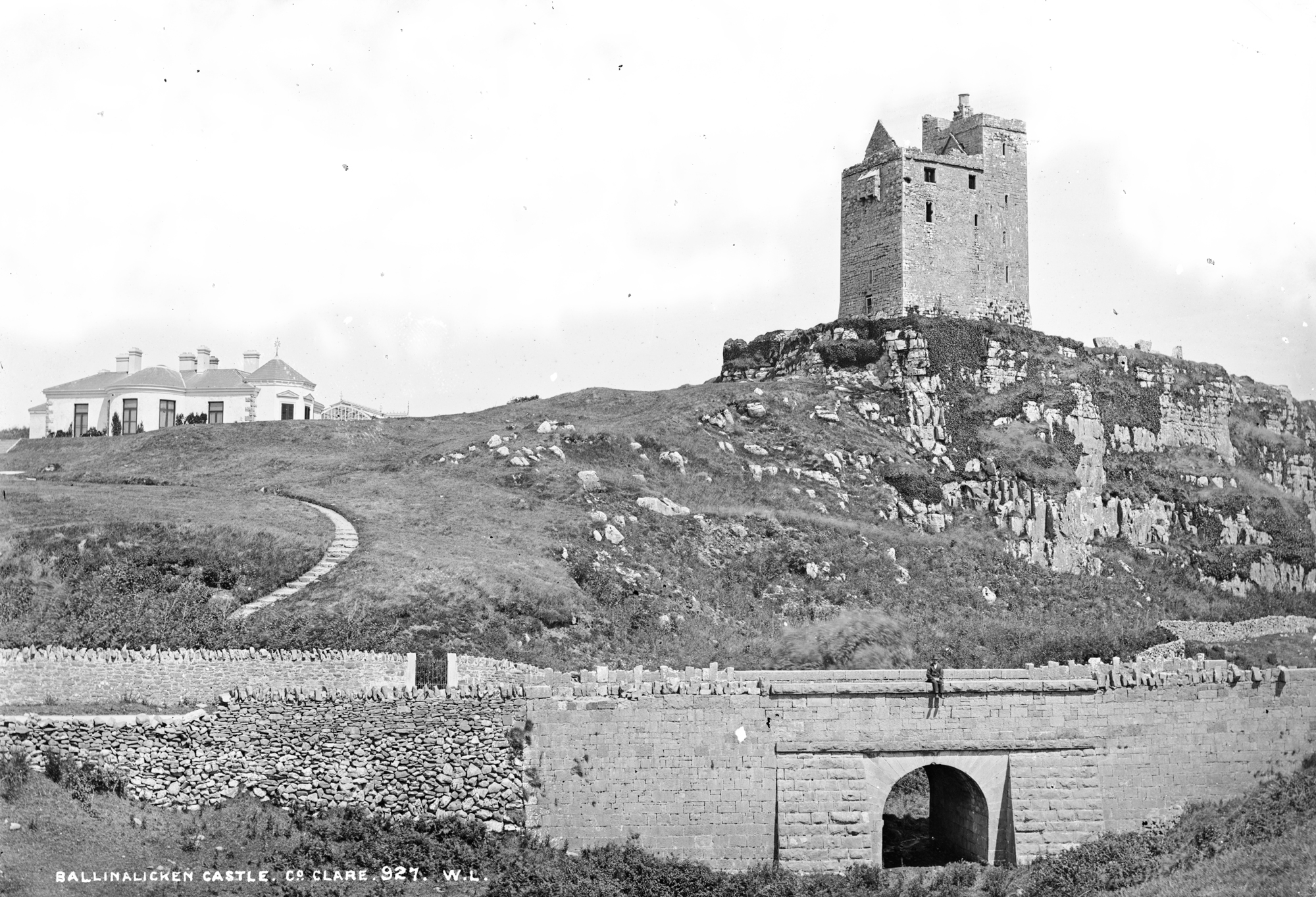
Castelo Ballinalacken no final do século XIX, com a residência e o hotel castelo posterior à esquerda

Dada a posição proeminente, é provável que o local tenha sido usado para fortificações anteriores, mas nenhum vestígio de tais é visível hoje. No final do século XIV, Lochlan MacCon O'Connor construiu uma fortaleza no local.
A atual casa-torre se assemelha ao Castelo Leamaneh por ter sido construída por um período prolongado. A parte mais antiga é a alta torre oriental, provavelmente construída no século XV. Em 1564 os O'Connors perderam seu território e em 1584/5 o castelo foi formalmente cedido a Sir Turlough O'Brien. Após a rebelião de 1641 e a subsequente reorganização cromwelliana, o filho de Turlough, Daniel, fez uma petição à Comissão Inglesa em 1654 para salvar a casa da demolição. Ele ou seu filho, Teigue, acabaram construindo a expansão em Ballinalacken. O filho de Teigue, por sua vez, Donough, se autodenominou "de Ballyneleackan". A casa permaneceu na posse do Ennistymon O'Briens até meados do século XVIII, altura em que passou a pertencer a outro ramo da família. Os Ballinalacken O'Briens traçam sua descendência de Turlough Don, que morreu em 1528, e também do ramo Ennistymon dos O'Briens, que foi fundado por Sir Donald O'Brien de Dough Castle (Lahinch), que morreu em 1579. Em 1641-2, foi mantida por Daniel O'Brien de Dough e em 1654 um oficial cromwelliano ordenou que os castelos de Dough e Ballinalacken fossem preservados do desmantelamento de fortificações. No Ato de Acordo de 1667, um capitão Hamilton tornou-se proprietário, mas os O'Briens recuperaram a posse. Os O'Briens eram uma das famílias mais poderosas da Irlanda na época e construíram vários castelos - dos quais Ballinalacken é um deles. Em 1837, seu proprietário planejava reformá-lo.
O Ballinalacken Castle Hotel, com fachada em arco, foi construído na década de 1840 como a casa de Lord O'Brien. Provavelmente foi construído por John O'Brien MP (falecido em 1855), filho mais velho de James e Margaret O'Brien. Viúva em 1806, Margaret casou-se com Cornelius O'Brien. John era o pai de Peter O'Brien. A casa possui uma lareira de mármore esculpida em uma única laje e uma janela circular no telhado central. Existem também alguns vitrais originais e um brasão de pedra O'Brien. A residência tornou-se uma pousada em 1938.

## Descrição
O castelo é rodeado por uma barreira, cujo acesso é feito através de um portão maquinado com mísulas. A própria casa-torre parece ter sido construída em duas seções, posteriormente conectadas. A ala oriental mais estreita e de um andar mais alta tem o portal com uma machadada superior. A cabana do porteiro fica de frente para a escada circular, a partir da qual se acessam três andares de quartos, iluminados por pequenas janelas. O piso superior dá acesso a um passeio de parede. A ala principal apresenta uma chaminé Tudor finamente entalhada (datada de 1641). Machicolations nesta asa contém vários buracos de mosquete.